# David Kajganich
David Allen Kajganich (Lorain, 15 novembre 1969) è uno sceneggiatore e produttore cinematografico statunitense.

## Biografia
Nato a Lorain nel 1969, si è laureato all'Università dell'Iowa.
Mentre insegnava inglese all'Università, ha scritto quasi per gioco la sua prima sceneggiatura, un adattamento de L'onore perduto di Katharina Blum di Heinrich Böll, che non ha trovato un produttore, ma gli ha permesso di acquistare notorietà nell'ambiente di Hollywood e vendere nel 2003 la sceneggiatura di Town Creek alla Warner Bros..
Dopo aver esordito nel 2007 con Invasion, adattamento L'invasione degli ultracorpi, ha scritto altre cinque sceneggiature privilegiando il genere horror e lavorando in tre occasioni con il regista Luca Guadagnino (nel 2015 per A Bigger Splash, nel 2018 per Suspiria e nel 2022 per Bones and All).
Attivo anche in ambito televisivo, è l'ideatore e showrunner (assieme a Soo Hugh) della serie The Terror, adattamento del romanzo La scomparsa dell'Erebus di Dan Simmons che narra della sparizione misteriosa delle navi Erebus e Terror durante la ricerca del famigerato passaggio a nord-ovest.

## Filmografia

### Sceneggiatore

#### Cinema
- Invasion (The Invasion), regia di Oliver Hirschbiegel (2007)
- Blood Creek, regia di Joel Schumacher (2009)
- True Story, regia di Rupert Goold (2015)
- A Bigger Splash, regia di Luca Guadagnino (2015)
- Suspiria, regia di Luca Guadagnino (2018)
- Pet Semetary, regia di Kevin Kölsch e Dennis Widmyer (2019)
- Bones and All, regia di Luca Guadagnino (2022)

#### Televisione
- The Terror – serie TV, 10 episodi (2018 - in produzione)